# Lijst van burgemeesters van Landsmeer
Dit is een lijst van burgemeesters van de Nederlandse gemeente Landsmeer in de provincie Noord-Holland.
| Ambtsperiode                         | Naam burgemeester                           | Partij of stroming                    | Bijzonderheden                                                                                                  |
| ------------------------------------ | ------------------------------------------- | ------------------------------------- | --- |
| ????                                 | ????                                        |                                       | |
| 18?? - 1833?                         | Pieter Jacob Muller                         |                                       | |
| 1833? - 1850                         | Meynard Cornelis Merens                     |                                       | In een deel van dezelfde periode tevens wethouder te Monnickendam                                               |
| 2 januari 1850 - 1860                | J. Pronk J. Czn.                            |                                       | [ 2 ] [ 3 ] |
| 1860 - 31 december 1862              | G.C. Fabius                                 |                                       | In (een deel dezelfde periode tevens burgemeester van Buiksloot. Aansluitend burgemeester van Naarden en Muiden |
| 1863 - 1867                          | D. Vetman                                   |                                       | [ 7 ] [ 8 ] |
| 1867 - 1869                          | H.P.van Kassel                              |                                       | Aansluitend burgemeester van Ilpendam                                                                           |
| 1869 - 1873                          | J. van der Plaat                            |                                       | [ 10 ] |
| 1874 - 1879                          | Jhr. Ph.A.H. van Bevervoorden tot Oldemeule |                                       | [ 11 ] [ 12 ] [ 13 ]                                                                                            |
| 1879 - 1883                          | Hendrik Johan (H.J.) Calkoen                |                                       | Tevens burgemeester van Ilpendam (1875-1883). Aansluitend burgemeester van Edam                                 |
| 1883 - 28 februari 1923              | J.M. van Beek jr.                           |                                       | [ 16 ] [ 17 ] [ 18 ] [ 19 ] [ 20 ] [ 21 ] [ 22 ] [ 23 ] [ 24 ] [ 25 ] [ 26 ] [ 27 ] [ 28 ] [ 29 ]               |
| 1923 - 1942                          | C.P. van der Sluys                          |                                       | [ 30 ] |
| 15 augustus 1942 - 9 mei 1945        | H. Schmitz                                  | NSB                                   | [ 31 ] [ 32 ]                                                                                                   |
| 1945 - 1949                          | C.P. van der Sluys                          |                                       | |
| 1949 - 1976                          | Gerrit Gezinus Post                         | PvdA                                  | |
| 1 maart 1976 - 1 maart 1983          | Arnold (A.) Martini                         | D66                                   | |
| 16 januari 1984 - 1 april 1994       | Henk (H.J.G.) Waltmans                      | PPR / vanaf 1 januari 1991 partijloos | |
| 1995 - 1 juli 2001                   | Bernt (B.B.) Schneiders                     | PvdA                                  | |
| 1 juli 2001 - 1 maart 2002           | Harry (H.H.M.) Groen                        | VVD                                   | Waarnemend |
| 1 maart 2002 - 1 augustus 2011       | Bert (B.J.) Mewe                            | PvdA                                  | |
| 1 september 2011 - 26 september 2012 | Astrid (A.C.) Nienhuis                      | VVD                                   | Afgetreden |
| 4 oktober 2012 - 10 januari 2013     | Peter (P.C.) Tange                          | GroenLinks                            | Waarnemend burgemeester, tevens burgemeester van Wormerland                                                     |
| 24 januari 2013 - 16 januari 2018    | Astrid (A.C.) Nienhuis                      | VVD                                   | Werkzaamheden hervat                                                                                            |
| 17 januari 2018 - 1 augustus 2019    | Anne Lize (A.L.E.C.) van der Stoel          | VVD                                   | waarnemend |
| 12 augustus 2019 - 16 mei 2021       | Dennis (D.D.) Straat                        | VVD                                   | waarnemend |
| 17 mei 2021 - heden                  | Léon (L.A.) de Lange                        | D66                                   | was wethouder van Weesp                                                                                         |